# Salpingogaster nigra
Salpingogaster nigra är en tvåvingeart som beskrevs av Ignaz Rudolph Schiner 1868. Salpingogaster nigra ingår i släktet Salpingogaster och familjen blomflugor. Inga underarter finns listade i Catalogue of Life.